# LG솔라에너지
LG 솔라 에너지(LG Solar Energy)는 태양광 에너지 발전 사업을 하는 LG 그룹 계열의 기업이다.

사업 지역은 충청남도 태안군 원북면 방갈리 일대이며, 2007년 출범하였으며 2015년 8월 21일 같은 LG 계열사인 서브원에 흡수 합병되었다.

## 연혁
- 2007년 11월 LG 솔라 에너지 출범
- 2008년 9월 충남 태안군 태양광 발전소 준공
- 2015년 8월 21일 LG 계열사 서브원에 흡수 합병

## 같이 보기
- 서브원
- LG 태안 태양광 발전소